# マーク・エリス (モータースポーツ)
マーク・エリス（Mark Ellis、1964年6月22日 - ）は、イギリスの自動車技術者である。

## 経歴

### 初期の経歴
サウサンプトン大学で機械工学を学んだ後、リカルド社にエンジン開発の技術者として加わった。
1988年からモータースポーツに関わり始め、1991年にプロドライブに加入し、イギリスのスーパーツーリングカーの開発を指揮したりであるとか、世界ラリー選手権（WRC）用車両の駆動系の開発であるとか、多岐に及ぶ分野でさまざまなチームと関わった。1995年に当時イギリスツーリングカー選手権（BTCC）向けにも車両開発を行っていたウィリアムズ・ルノーのツーリングカーチームにレースエンジニアとして加入し、1997に同チーム製のルノー・ラグナを駆ったアラン・メニュが同年の選手権を制覇した際はチーフエンジニアを務めた。

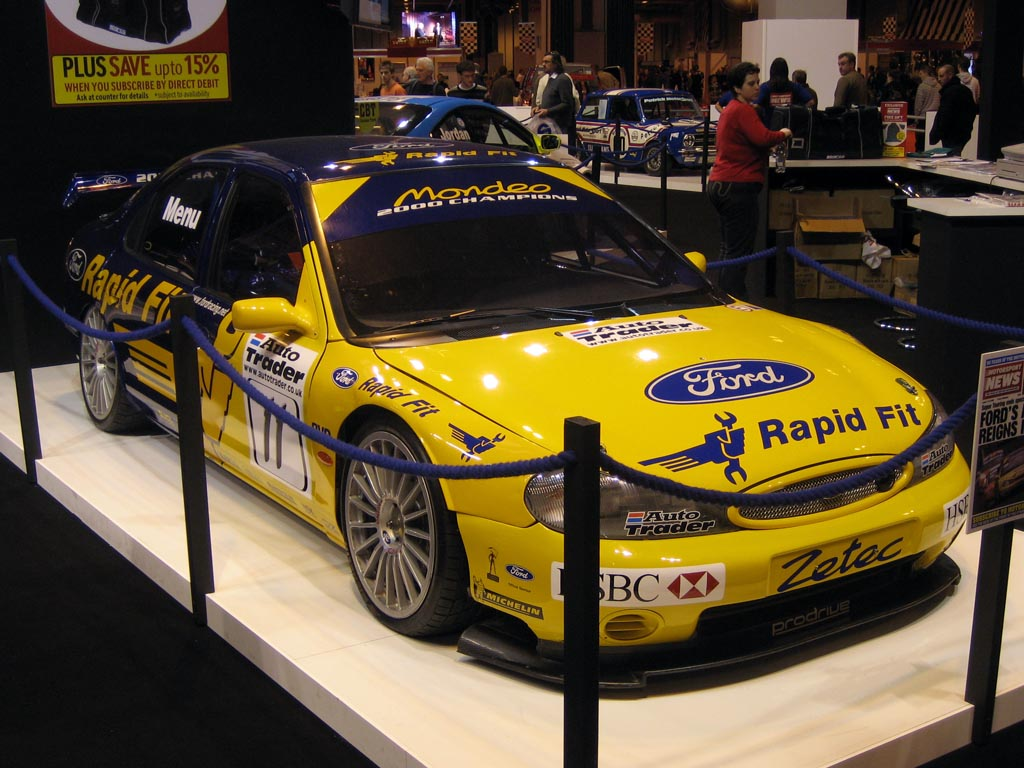
2000年のフォード・モンデオ・スーパーツーリング（メニュ車）

1999年にプロドライブにチーフデザイナーとして復帰し、BTCC仕様のフォード・モンデオの設計を手がけた。同車は再びメニュに駆られて、スーパーツーリング規定の最終年となる2000年の選手権でメニュとチームがそれぞれドライバー選手権とチーム選手権を制した。

### F1
2000年にF1のBARチーム（B・A・R）に機械設計の責任者として加入した。BARには翌2001年シーズンの開幕直後まで留まったが、シーズン途中でジャガー・レーシングにチーフレースエンジニアとして移籍した。
しかし、2002年6月にB・A・Rはデビッド・リチャーズのプロドライブと組むことになったため、エリスはB・A・Rに呼び戻され、車両テスト（Vehicle performance）部門の責任者となる。結果として、エリスは後にこのポジションを各チームで歴任することになる。BARには同チームがホンダF1となった後も留まったが、2008年にレッドブル・レーシングに移籍し、2013年末まで同チームで車両テスト部門の責任者を務めた。
2013年末にメルセデスチームに引き抜かれる形で移籍し、翌2014年6月から同チームにパフォーマンスディレクターとして加入し、かつてのB・A・R、ホンダF1チームである同チームに舞い戻った。
その後、2018年7月にメルセデスからの離脱を表明した。結果として、エリスはレッドブル時代からメルセデス時代にかけて、2010年から2018年までチャンピオンチームでパフォーマンスディレクターを務め続けたことになる。
メルセデスチームに在籍していた間、2016年シンガポールグランプリでは優勝チームを代表して表彰台に上がり、トロフィーを受け取っている。